# Хас Ф1
'Хас Формула ЛЛЦ се у Формула 1 шампионату такмичи под именом 'Хас Ф1 тим (енгл. Haas F1 team). То је амерички тим Формуле 1 са седиштем у Канаполису, Северна Каролина . Тим, такође има и другу базу у Банбурију, Оксфордшир која се користи када се тим такмичи на тркама у Европском делу такмичења Формуле 1.
Оснивач и председник тима Џин Хас имао је дугу историју у мото-спорту пре него што је поднео кандидатуру за такмичење у Формули 1. Између осталог, основао је и НАСКАР тим Хас ЦНЦ рејсинг, који се сада зове Стјуарт Хас рејсинг.
Тим Хас је од ФИА-е добио дозволу за такмичење од сезоне Формуле 1 2015, али је због неприпремљености екипе деби одложен за следећу сезону.
Тим је смештен у Канаполису, Северна Каролина - 50 km (31 mi) од Шарлота - поред сестринског тима из НАСКАР серије Стјуарт Хас рејсинг. Ова два тима су потпуно два одвојена ентитета.

## Историја

### Припреме
Хас је био први тим који је поднео захтев за улазак у Формулу 1 након што је пропао пројекат УС Ф1 2010. godine, и први амерички тим који се такмичи још од Хас Лола тима у сезони 1985 и 1986 године. Бивши тим Хас Лола је био у власништву некадашњег шефа Макларена Тедија Мајера и Карл Хаса, који није ни у каквој вези са Џин Хас-ом.
Након гашења Марусија Ф1 тима током сезоне 2014 и распродаје опреме, Хас је купио базу тима у Банбурију како би осигурао свој улазак у Формулу 1.
Без ограничења у тестирањима до званичног тренутка уласка у Формулу 1, Хас је свој пројекат представио у децембру 2015. године, пре званичног тестирања на стази Каталуња надомак Барселоне. Амерички тим је ангажовао италијанског произвођача шасија Далару како би креирали своју шасију, а као добављача мотора изабран је Ферари. Бивши технички директор у Јагуару и Ред булу рејсингу, Гинтер Штајнер, је постао шеф новог тима. Хас Ф1 тим је потврдио да је болид прошао обавезне сигурносне тестове од стране Међународне аутомобилске федерације 8. јануара 2016. године.
Име Ромен Грожана као првог возача тима је објављено 29. септембра 2015. године. Име другог возача је објављено 30. октобра 2015. године током Велике награде Мексика када је и званично потврђено да ће тест возач екипе Ферари Естебан Гутијерез бити за воланом новог болида.

#### Контроверзе
Хасов приступ при склапању дугорочног партнерства са Фераријем је у падоку наишао на различите реакције. Тим је добио похвале за пионирски јефтин модел уласка новог тима у спорт а да је притом и конкурентан, што је доведено под знак питања након затварања два тима ХРТ-а и Катерхама, и финансијских проблема које су погодили Марусију и Лотус. Насупрот томе, приступ Хаса су критиковали мањи тимови који су уложили у властиту инфраструктуру и изразили забринутост због блиских односа између великих произвођача и њихових сателитских тимова.
Пре предсезонских тестирања 2018. године тим је поново потпао под ватру осталих тимова након што је на стази Каталуња представљен нови болид који умногоме подсећа на Ферари СФ70Х. Макларен и Форс Индија су критиковали партнерство између екипе Ферари и америчког тима. Иако није било званичне жалбе која је поднета Светској Аутомобилској Федерацији, шеф тима Макларен Зек Браун је отворено поставио ово питање.

### Сезона 2016
На првој трци сезоне у Аустралији, Ромен Грожан је заузео шесто место освојивши осам бодова за свој тим који је на тај начин постао први амерички конструктор који је освојио бодове на својој првој трци у шампионату а такође и први конструктор након Тојота рејсинга који је 2002. године освојио бодове на првој трци. На истој трци тимски колега, Естебан Гутијерез је имао инцидент са бившим светским шампионом Фернандом Алонсом из Макларена што је довело и до привременог заустављања трке. Уследила је још једна импресивна трка у Бахраину, где је Грожан завршио на петом месту. Иако је тим у остатку сезоне пао са темпом, успели су да освоје бодове у још два наврата. Грожан је успео да укупно освоји 29 бодова што их је на крају дебитантске сезоне довело до одличне осме позиције у шампионату контруктора.

### Сезона 2017
Дана 11. новембра 2016. године тим је објавио да ће другог возача тима, Естебана Гутијереза, заменити Кевин Магнусен.
На првој трци сезоне, тим је остварио свој најбољи резултат у квалификацијама, где је Ромен Грожан у новом болиду ВФ-17 освојио шесто место. Међутим у трци, оба болида су била у проблемима па су нажалост морала да се повуку са трке. Други викенд се показао бољим за екипу јер је Кевин Магнусен успео да стигне до осмог места, освојивши своје прве бодове још од Велике награде Сингапура 2016. године, и прве бодове за Хас још од Велике награде Америке 2016. године када је Грожан завршио на десетом месту.
Успех тима се наставио и 2017. године, где је Хас успео да стигне до својих првих двоструких бодова. Ромен Грожан је на трци у Монаку стигао до осмог места док је Магнусен био десети. Тим је сезону завршио на осмом месту у конкуренцији конструктора надмашивши Рено Ф1 тим.

### Сезона 2018
Нови болид ВФ-18 тим Хас је представио 18. фебруара 2018. године. Након успешних предсезонских зимских тестирања, Хас је поново у Аустралији наступио са конкурентним болидом. Кевин Магнусен је остварио најбољу стартну позицију у историји тима пласиравши се на пето место док је тимски колега Ромен Грожан заузео шесто место. Током трке одличним стартом успели су да стигну до четврте и пете позиције, али су се одмах након првих заустављања у боксу оба болида зауставила што је довело и до појаве виртуелног сугурносног возила. На трци за Велику награду Шпаније Ромен Грожан је након само три кривине изгубио контролу над својим болидом изазвавши велики инцидент у коме су учествовали још Нико Хилкенберг из Рено Ф1 тима као и Пјер Гасли из тима Торо Росо. Сва три возача су након инцидента одустала од даљег такмичења.

### Сезона 2019
Тим је преузео Рич Енерги као насловног спонзора за 2019. Ово је био део активирања вишегодишњег спонзорског уговора о титули са Рич Енерги, британском компанијом за производњу енергетских напитака која је раније била повезана са куповином Форс Индије. Тим је такође задржао своју возачку поставу из 2018. за 2019. коју чине Ромен Грожан и Кевин Магнусен трећу годину заредом. Хасова шасија за сезону 2019. се зове ВФ-19.
ВФ-19 је често показивао импресиван темпо током квалификација, али се борио током трке. На првој трци у Аустралији, Магнусен је завршио на 6. месту, што би се на крају показало као најбољи резултат тима у сезони. Квалификациони темпо тима био је очигледан у Аустрији, где је Магнусен забележио 5. најбрже време, али је завршио трку на 19. месту са Грожаном на 16. месту. Четири дана пре Велике награде Велике Британије, у јулу, Твитер налог Рич Енерги објавио је да је спонзорски уговор раскинут, наводећи као разлог лоше перформансе. То су касније демантовали и тим и акционари компаније Рич Енерги и тврдило се да је твит резултат "одметнутог" појединца. За Велику награду Велике Британије тим је изабрао да поништи надоградње постављене на Грожановом болиду, користећи исте спецификације које се проводе у Аустралији, како би се утврдили узроци лоше трке са болидом. Међутим, оба возача су се сударила један у другом у првом кругу, што је изазвало двоструко одустајање тима. Велика награда Немачке пружила је тиму најбоље комбиноване резултате у сезони, сврстана на 7. и 8. место после казни након трке за друге возаче.
Насловни спонзор Рич Енерги суочио се са бројним правним проблемима током године, укључујући и то да је плагиран лого произвођача бицикла Вајт Бајкс. У септембру, дан након ВН Италије, Рич Енерги је најавио раскид уговора са Хас Ф1 тимом са тренутним учинком. Тим није освојио бодове за трку у Монци, при чему је Ромен Грожан завршио тек на 16. месту, а Кевин Магнусен се повукао.
Хас је сезону завршио на 9. месту у првенству конструктора са 28 бодова, што је најлошији резултат тима од њиховог оснивања 2016. године.

### Сезона 2020
Хас је задржао непромењену поставу Грожан и Магнусена као својих возача за сезону 2020.
На Светском првенству у Формули 1 2020. Хас је постигао 3 бода, при чему је Магнусен завршио на 9. месту у Мађарској, али је добио временску казну која би га спустила на 10. а Грожан на 9. место у Великој награди Ајфела. Не би поново узели поене. Тим је завршио на 9. месту у конструкторском шампионату, освојивши најмање бодова у историји тима.
У првом кругу Велике награде Бахреина, Грожан се сударио са возачем Алфа Таурија Данилом Квјатом и ударио је у баријере између завоја 3 и 4. Ударац је резултирао тиме да се болид распао на два дела и избио пламен. Грожан је избегао тешке повреде, задобио је опекотине по рукама и након трке је хоспитализован. Напоменуо је да му је уређај за заштиту ореола вероватно спасио живот. Несрећа га је искључила са Велике награде Сакир следеће недеље, а заменио га је резервни возач Пјетро Фитипалди.

### Сезона 2021
И Магнусен и Грожан напустили су Хас на крају првенства 2020. Заменили су их Рус Никита Мазепин и победник шампионата Формуле 2 Мик Шумахер, син седмоструког светског шампиона у Формули 1 Михаела Шумахера. Како би финансијски преживели, тим је одлучио да заустави развој болида за 2021 и усредсреди ресурсе на болид 2022. Такође су обезбедили Уралкалија, руског произвођача калијевог ђубрива, чији је Мазепинов отац Димитри кључни акционар, као насловног спонзора тима. Током прве трке, Мазепин је испао у првом кругу, док је Шумахер у свом дебију завршио на 16. месту, последњем од свих тркачких аутомобила на крају Велике награде. У последњој трци сезоне, Мазепин је био позитиван на ковид19 и искључен је из трке. Хас није могао да га замени, пошто ниједан возач није испунио услов да се такмичио на тренингу за тим.

### Сезона 2022
Након инвазије Русије на Украјину, Хас је уклонио марку руског спонзора Уралкали са својих аутомобила. Тим је 5. марта објавио да је раскинуо уговор о спонзорству са Уралкалијем и уговор са Никитом Мазепином. 9. марта бивши возач Хаса Кевин Магнусен најављен је за његову замену. Он је у првој трци сезоне у Бахреину завршио је на 5. месту.

## Комплетни Формула 1 резултати za Хас Ф1 тим
(подебљани резултати се односе на пол позицију; закривљаени се односе на набржи круг трке)
| Година | Шасија | Мотор                   | Гуме | Возачи            | 1   | 2   | 3   | 4   | 5   | 6   | 7   | 8   | 9   | 10  | 11  | 12   | 13  | 14  | 15  | 16  | 17  | 18  | 19  | 20  | 21  | 22  | Бодови | Шк  |
| ------ | ------ | ----------------------- | ---- | ----------------- | --- | --- | --- | --- | --- | --- | --- | --- | --- | --- | --- | ---- | --- | --- | --- | --- | --- | --- | --- | --- | --- | --- | ------ | --- |
| 2016   | VF-16  | Ферари 061 1.6 V6 t     | P    |                   | АУС | БАХ | КИН | РУС | ШПА | МОН | КАН | EВР | АУТ | ВБР | МАЂ | НЕМ  | БЕЛ | ИТА | СИН | МАЛ | ЈАП | САД | МЕК | БРА | АБУ |     | 29     | 8.  |
| 2016   | VF-16  | Ферари 061 1.6 V6 t     | P    | Ромен Грожан      | 6   | 5   | 19  | 8   | Оду | 13  | 14  | 13  | 7   | Оду | 14  | 13   | 13  | 11  | НСТ | Оду | 11  | 10  | 20  | НСТ | 11  |     | 29     | 8.  |
| 2016   | VF-16  | Ферари 061 1.6 V6 t     | P    | Естебан Гутијерез | Оду | Оду | 14  | 17  | 11  | 11  | 13  | 16  | 11  | 16  | 13  | 11   | 12  | 13  | 11  | Оду | 20  | Оду | 19  | Оду | 12  |     | 29     | 8.  |
| 2017   | VF-17  | Ферари 062 1.6 V6 t     | P    |                   | АУС | КИН | БАХ | РУС | ШПА | МОН | КАН | АЗЕ | АУТ | ВБР | МАЂ | БЕЛ  | ИТА | СИН | MAЛ | ЈАП | САД | МЕК | БРА | АБУ |     |     | 47     | 8.  |
| 2017   | VF-17  | Ферари 062 1.6 V6 t     | P    | Ромен Грожан      | Оду | 11  | 8   | Оду | 10  | 8   | 10  | 13  | 6   | 13  | Оду | 7    | 15  | 9   | 13  | 9   | 14  | 15  | 15  | 11  |     |     | 47     | 8.  |
| 2017   | VF-17  | Ферари 062 1.6 V6 t     | P    | Кевин Магнусен    | Оду | 8   | Оду | 13  | 14  | 10  | 12  | 7   | Оду | 12  | 13  | 15   | 11  | Оду | 12  | 8   | 16  | 8   | Оду | 13  |     |     | 47     | 8.  |
| 2018   | VF-18  | Ферари 062 EVO 1.6 V6 t | P    |                   | АУС | БАХ | КИН | АЗЕ | ШПА | МОН | КАН | ФРА | АУТ | ВБР | НЕМ | МАЂ  | БЕЛ | ИТА | СИН | РУС | ЈАП | САД | МЕК | БРА | АБУ |     | 93     | 5.  |
| 2018   | VF-18  | Ферари 062 EVO 1.6 V6 t | P    | Ромен Грожан      | Оду | 13. | 17. | Оду | Оду | 15. | 12. | 11. | 4.  | Оду | 6.  | 10.  | 7.  | ДИС | 15. | 11. | 8.  | Оду | 16. | 8.  | 9.  |     | 93     | 5.  |
| 2018   | VF-18  | Ферари 062 EVO 1.6 V6 t | P    | Кевин Магнусен    | Оду | 5.  | 10. | 13. | 6.  | 13. | 13. | 6.  | 5.  | 9.  | 11. | 7.   | 8.  | 16. | 18. | 8.  | Оду | ДИС | 15. | 9.  | 10. |     | 93     | 5.  |
| 2019   | VF-19  | Ферари 064 1.6 V6 t     | P    |                   | АУС | БХР | КИН | АЗЕ | ШПА | МОН | КАН | ФРА | АУТ | ВБР | ЊЕМ | МАЂ  | БЕЛ | ИТА | СИН | РУС | ЈПН | МЕК | САД | БРА | АБУ |     | 28     | 9.  |
| 2019   | VF-19  | Ферари 064 1.6 V6 t     | P    | Ромен Грожан      | Оду | Оду | 11. | Оду | 10. | 10. | 14. | Оду | 16. | Оду | 7.  | Оду  | 13. | 16. | 11. | Оду | 13. | 17. | 15. | 13. | 15. |     | 28     | 9.  |
| 2019   | VF-19  | Ферари 064 1.6 V6 t     | P    | Кевин Магнусен    | 6.  | 13. | 13. | 13. | 7.  | 14. | 17. | 17. | 19. | Оду | 8.  | 13.  | 12. | Оду | 17. | 9.  | 15. | 15. | 18. | 11. | 14. |     | 28     | 9.  |
| 2020   | VF-20  | Ферари 065 1.6 V6 t     | P    |                   | АУТ | ШТА | МАЂ | ВБР | СЕД | ШПА | БЕЛ | ИТА | ТОС | РУС | АЈФ | ПОР  | ЕМИ | ТУР | БАХ | САК | АБУ |     |     |     |     |     | 3      | 9.  |
| 2020   | VF-20  | Ферари 065 1.6 V6 t     | P    | Ромен Грожан      | Оду | 13. | 16. | 16. | 16. | 19. | 15. | 12. | 12. | 17. | 9.  | 17.  | 14. | Оду | Оду |     |     |     |     |     |     |     | 3      | 9.  |
| 2020   | VF-20  | Ферари 065 1.6 V6 t     | P    | Кевин Магнусен    | Оду | 12. | 10. | Оду | Оду | 15. | 17. | Оду | Оду | 12. | 13. | 16.  | Оду | 17. | 17. | 15. | 18. |     |     |     |     |     | 3      | 9.  |
| 2020   | VF-20  | Ферари 065 1.6 V6 t     | P    | Пјетро Фитипалди  |     |     |     |     |     |     |     |     |     |     |     |      |     |     |     | 17. | 19. |     |     |     |     |     | 3      | 9.  |
| 2021   | VF-21  | Ферари 065/6 1.6 V6 t   | P    |                   | БАХ | ЕМИ | ПОР | ШПА | МОН | АЗЕ | ФРА | ШТА | АУТ | ВБР | МАЂ | БЕЛ‡ | ХОЛ | ИТА | РУС | ТУР | САД | МЕК | БРА | КАТ | САУ | АБУ | 0      | 10. |
| 2021   | VF-21  | Ферари 065/6 1.6 V6 t   | P    | Мик Шумахер       | 16. | 16. | 17. | 18. | 18. | 13. | 19. | 16. | 18. | 18. | 12. | 16.  | 18. | 15. | Оду | 19. | 16. | Оду | 18. | 16. | Оду | 14. | 0      | 10. |
| 2021   | VF-21  | Ферари 065/6 1.6 V6 t   | P    | Никита Мазепин    | Оду | 17. | 19. | 19. | 17. | 14. | 20. | 18. | 19. | 17. | Оду | 17.  | Оду | Оду | 18. | 20. | 17. | 18. | 17. | 18. | Оду | ППТ | 0      | 10. |
| 2022   | VF-22  | Ферари 066/7            | P    |                   | БАХ | САУ | АУС | ЕМИ | МАЈ | ШПА | МОН | АЗЕ | КАН | ВБР | АУТ | ФРА  | МАЂ | БЕЛ | ХОЛ | ИТА | СИН | ЈАП | САД | МЕК | БРА | АБУ | 34*    | 8.* |
| 2022   | VF-22  | Ферари 066/7            | P    | Мик Шумахер       | 11. | НС  | 13. | 17. | 15. | 14. | Оду | 14. | Оду | 8.  | 6.  | 15.  | 14. | 17. | 13. | 12. | 13. |     |     |     |     |     | 34*    | 8.* |
| 2022   | VF-22  | Ферари 066/7            | P    | Кевин Магнусен    | 5.  | 9.  | 14. | 9.  | 16. | 17. | Оду | Оду | 17. | 10. | 8.  | Оду  | 16. | 16. | 15. | 16. | 12. |     |     |     |     |     | 34*    | 8.* |

Легенда:
- * – Сезона је још у току
- оду – Одустао
- нст – Није стартовао трку